# Fenestrobelba fijiensis
Fenestrobelba fijiensis är en kvalsterart som först beskrevs av Hammer 1971.  Fenestrobelba fijiensis ingår i släktet Fenestrobelba och familjen Suctobelbidae. Inga underarter finns listade i Catalogue of Life.